# Lavender (film)
Lavender is een Amerikaans-Canadese psychologische thriller uit 2016 onder regie van Ed Gass-Donnelly.

## Verhaal
Fotografe Jane is getrouwd met Alan. Samen hebben ze een dochtertje Alice. Jane lijdt aan een soort geheugenverlies. Het enige wat ze kan herinneren uit haar kindertijd is haar ouderlijk huis. Als ze in het ziekenhuis belandt door een verkeersongeval en wakker wordt, is haar geheugen er nog slechter aan toe. Een arts die ook een oude schedelbeschadiging bij haar ontdekt, denkt dat het maanden kan gaan duren vooraleer haar geheugen weer hersteld zal zijn. Door haar mysterieus verleden stuurt iemand pakketjes naar haar, waaruit blijkt dat ze nog eigenaar is van haar ouderlijk huis, gelegen in de landelijke omgeving vlak bij een oom van haar, die ze niet kent. Op advies van een psychiater gaat ze samen met haar echtgenoot Alan en haar dochtertje Alice naar dat huis om sneller van haar geheugenverlies af te komen, niet wetend wat er daar in haar kindertijd is gebeurd.

## Rolverdeling
| Acteur             | Personage  |
| ------------------ | ---------- |
| Abbie Cornish      | Jane       |
| Diego Klattenhoff  | Alan       |
| Dermot Mulroney    | Patrick    |
| Justin Long        | Liam       |
| Lola Flanery       | Alice      |
| Peyton Kennedy     | jonge Jane |
| Sarah Abbott       | susie      |
| Liisa Repo-Martell | Jennifer   |

## Achtergrond
Op 11 mei 2015 werd bekendgemaakt dat Abbie Cornish en Dermot Mulroney zijn gecast voor de film. De opnames vonden plaats in Hamilton, Pickering en Toronto. De film ging op 18 april 2016 in première op het Tribeca Film Festival in New York.